# Iophon
Iophon (Oudgrieks: Ἰοφῶν) was een Griekse treurspeldichter. Hij was een zoon van de beroemde Sophocles en diens echtgenote Nicostrate. Van de ongeveer vijftig stukken die hij zou geschreven hebben, zijn slechts zeven titels bekend en twee fragmenten bewaard gebleven. In het jaar 435 v.Chr. behaalde hij een eerste prijs in de Dionysia, en in 428 een tweede prijs, ná Euripides en vóór Ion van Chios.
Een anekdote vertelt hoe Iophon, toen zijn vader heel oud begon te worden en maar geen aanstalten maakte om dood te gaan, zich diens bezittingen zou hebben willen toe-eigenen, en hem daarom van seniele dementie hebben beschuldigd, om hem onder curatele te laten plaatsen. De oude Sophocles zou zich tegen deze aantijging met succes verdedigd hebben door vóór de ter zake bevoegde rechtbank te declameren uit zijn laatste werk Oedipous te Colonus. De authenticiteit van deze anekdote is echter hoogst betwijfelbaar.
- Gemeinsame Normdatei: 102396329
- Nederlandse Thesaurus van Auteursnamen: 069747024
- Système universitaire de documentation: 135415640
- Virtual International Authority File: 20069371
- WorldCat: E39PBJpJcQcrmKG8trWMqHQKBP